# 스튜디오 미르
스튜디오 미르(Studio Mir Co., Ltd.)는 대한민국의 애니메이션 기업이다.
  
한국 애니메이션 제작사 중 최초로 넷플릭스와 장기공급 계약을 체결하였다  

## 제작 작품
- 코라의 전설
- 도타: 용의 피
- 위쳐: 늑대의 악몽
- 외모지상주의
- 데빌 메이 크라이

## 참고문헌
1. ↑  “"올해 50억 벌겠다"…넷플릭스·디즈니가 찾는 스튜디오미르”. 《한국경제》. 2023년 4월 23일.
2. ↑  “웹툰 활성화 국책기조...엔비티·스튜디오미르 '好好'”. 《FN뉴스》. 2023년 12월 4일.
3. ↑  “김아람, 신한투자증권 COMPANY REPORT-스튜디오미르” (PDF). 《신한투자증권》. 2024년 3월 15일.
4. ↑  “한국IR협의회 기술분석보고서-스튜디오미르” (PDF). 《한국IR협의회》. 2024년 10월 11일.
5. ↑  “유진투자증권 IPO 예정 콘텐츠 산업 기업분석보고서-스튜디오미르” (PDF). 《유진투자증권》. 2023년 1월 16일.